# خوان داریو باتارالا
خوان داریو باتارالا (انگلیسی: Juan Darío Batalla؛ زادهٔ ۱۸ سپتامبر ۱۹۷۹) بازیکن فوتبال اهل آرژانتین است.
از باشگاه‌هایی که در آن بازی کرده‌است می‌توان به باشگاه فوتبال ولز سارسفیلد اشاره کرد.